# Gustave Denis
Gustave Denis né le 20 août 1833, Fontaine-Daniel en Mayenne, mort le 2 février 1925 à Fontaine-Daniel est un industriel et homme politique français.

## Biographie
Fils de Martin Denis, il entre en pension à Caen en 1841. Il sort de l'École centrale des arts et manufactures en 1854 accompagné d'un diplôme et, en dépit de sa confession protestante, du surnom "Saint-Denis". Après une première expérience comme ingénieur dans une entreprise textile d'Amilly dans le Loiret, il revient à Fontaine-Daniel en 1858 et succède à son père, directeur.

### Entreprise familiale
Quatre ans plus tard, il rachète l'entreprise à sa tante, Madame Horem, épouse du fondateur. Il créa un tissage mécanique, mais fut ruiné en 1870 à cause de la Guerre de Sécession, qui interrompit les importations de coton des États américains du Sud. Il redressa la situation en 4 ans. Ses réalisations sont intervenues à différentes échelles. Dans l'entreprise textile familiale, il est sur tous les fronts. Il dessine de nombreuses machines dont certaines seront brevetées, cherche les débouchés et les matières premières en France et en Angleterre, calcule les prix de revient et veille au bon fonctionnement des équipes de travail.

### L'homme politique
Élu conseiller général de 1871 à 1925 (il avait battu en 1871 Joseph Boullier de Branche), il est président du Conseil général de la Mayenne de 1884 à 1886, 1888 à 1889, 1891 à 1924.
Elu aux Élections sénatoriales de 1879, il est Sénateur de la Mayenne de 1879 à 1925 avec deux interruptions (deux mandats plein de 9 ans et deux mandats écourtés, soit 27 années de Parlement), et fut doyen du Sénat. Dans cette assemblée, il établira sa notoriété par ses travaux sur les questions ouvrières, agricoles, douanières et sur la question du blé.
Il fut secrétaire du Sénat de janvier 1885 à janvier 1888. Il présenta au Sénat, en mars 1882. une proposition de loi organisant le régime douanier autonome à deux tarifs qui fut adopté dix ans plus tard, en 1892. En 1885, Gustave Denis, membre de la Commission des douanes du Sénat, contribua au vote du premier droit sur le blé étranger qui mit fin à la crise agricole. Il prit part à l’examen de la plupart des grandes questions et, notamment, en 1905, à l’occasion de la transformation de la Compagnie du gaz de Paris, il fut président de la Commission qui fit rejeter la régie directe votée par la Chambre des Députés, et adopter avec 18 voix de majorité la régie intéressée,

### Les idées sociales
Nommé chevalier de la Légion d'honneur le 28 décembre 1889, il est aussi maire de Saint-Georges-Buttavent de 1874 à 1904 et président de la chambre de commerce de la Mayenne de 1871 à 1910. Il s'y illustrera notamment par ses travaux sur le travail des enfants et le travail de nuit. Il prendra nettement position contre ce dernier. Il s'insurge contre le dirigisme simpliste des législateurs qui veulent faire rentrer toutes les entreprises dans les mêmes moules, contre le sentimentalisme de ceux que le travail des enfants scandalise a priori, et contre les patrons qui ne veillent pas à réserver aux enfants des tâches à leur portée. Il plaide pour la scolarité obligatoire de tous les enfants de moins de treize ans, pour la recherche d'un équilibre individuel pour chaque enfant entre durée de travail et durée sur les bancs et pour le droit aux familles de faire travailler leurs aînés dès 10 ans en vue d'augmenter leurs revenus. Il écrit qu'un enfant qui exerce un travail adapté développe tôt une dextérité qui lui permettra de devenir un ouvrier qualifié et que ce travail évite chez l'enfant l'oisiveté et le vagabondage. 
Républicain progressiste ("Gauche républicaine", apparenté à la Fédération républicaine), il a réalisé en Mayenne l'union entre les républicains modérés et progressistes. Il est membre du Cercle Républicain de Mayenne, dont il est président en 1906. En 1889, il est président du Conseil d'Administration du journal L'Avenir de la Mayenne.

### Famille
Il épouse Eugénie Reine Merle d'Aubigné (1837, La Nouvelle-Orléans - 1923, Fontaine-Daniel), fille de Jean André Ami Merle d'Aubigné et d'Anaïs Philippon. Ils auront 7 enfants (voir : Fontaine-Daniel).

## Publications
- Essai sur la fabrication dans l'arrondissement de Mayenne. Bulletin de la Société de l'Industrie de la Mayenne. Tome 1. 1853.
- Aménagement de la Sarthe, de la Mayenne et du Loir ; rapport au XIIIe congrès de la Loire navigable. 1907. Loire navigable.